# Andrarinidae
Az Andrarinidae a háromkaréjú ősrákok (Trilobita) osztályának az Asaphida rendjéhez, ezen belül az Anomocaroidea öregcsaládjához tartozó család.

## Rendszerezés
A családba az alábbi nemek tartoznak:
- Andrarina
- Groenwallia
- Groenwallina